# 豊後森駅
豊後森駅（ぶんごもりえき）は、大分県玖珠郡玖珠町大字帆足にある、九州旅客鉄道（JR九州）久大本線の駅である。
玖珠町の中心駅で、久大本線の重要な拠点駅としての機能を持っている。かつては恵良駅を起点とする宮原線の列車が1984年の同線廃止まで当駅に発着していた。

## 歴史

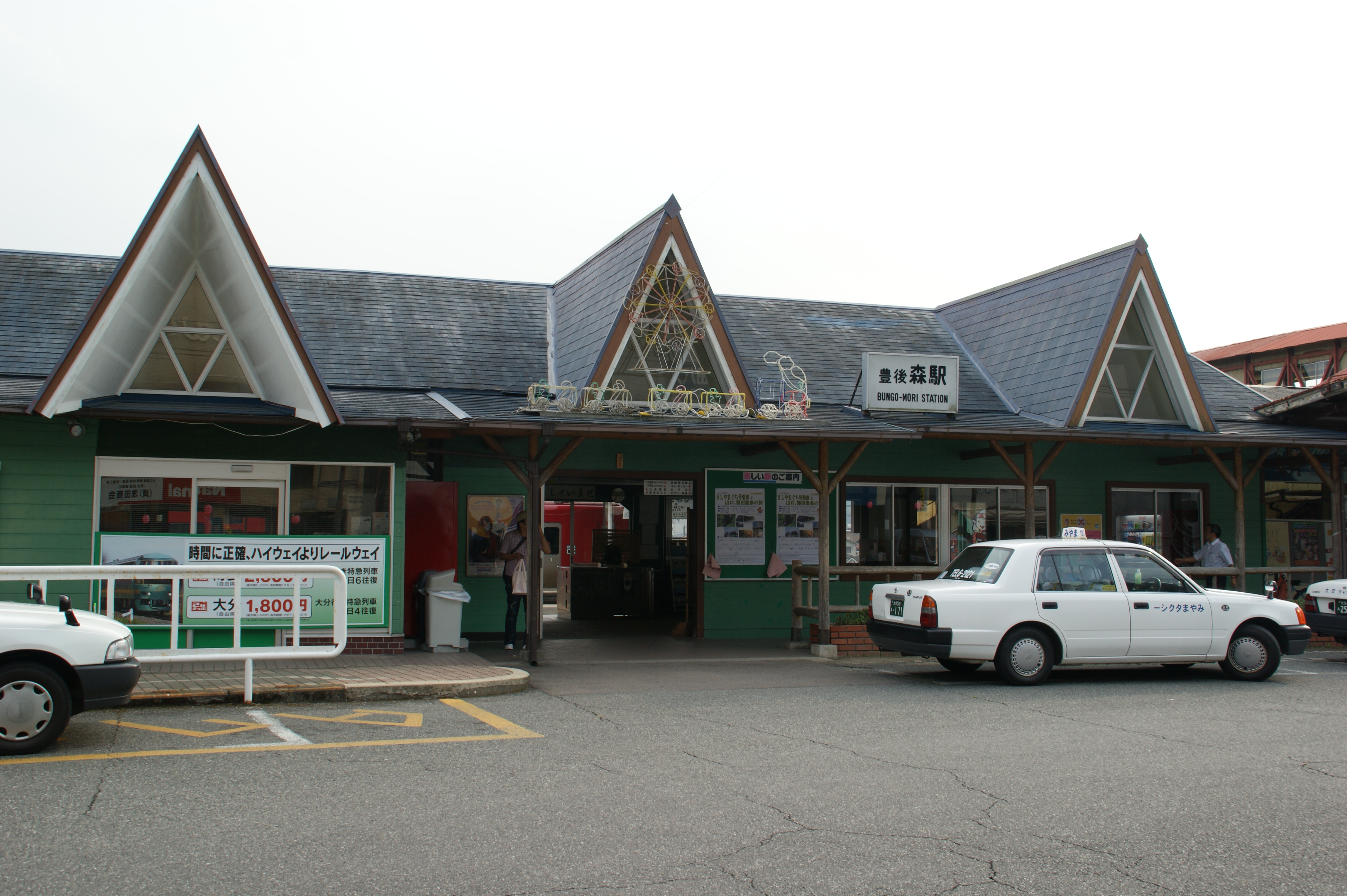
リニューアル前の駅舎（2008年8月）

- 1929年（昭和4年）12月15日：大湯線の豊後中村駅 - 当駅間の開通に伴い、開業[4][5][6]。
- 1934年（昭和9年）11月15日：豊後森機関区を開設[4][6]。
- 1984年（昭和59年）
  - 2月1日：貨物および荷物取扱廃止[8]。
  - 5月2日：駅舎を改装し、三角屋根を追加[9]。
- 1987年（昭和62年）4月1日：国鉄分割民営化に伴い、九州旅客鉄道（JR九州）の駅となる[10]。
- 2014年（平成26年）10月：日田バスと玖珠観光バス、玖珠町のまちなか循環バスのバス乗り場を統一[11]。
- 2023年（令和5年）10月1日：JR九州サービスサポートによる業務委託駅から[12]九州旅客鉄道本体による直営駅へと変更される[13]。

## 駅構造
駅舎に接した単式ホーム1面1線と島式ホーム1面2線の合計2面3線を有する地上駅である。ホーム間は跨線橋で結ばれており、駅舎は三角屋根の木造建築となっている。
JR九州が駅業務を受託する直営駅であり、きっぷうりばが設置されている。
2013年には、観光開発の一環として、ななつ星 in 九州の運行開始に合わせて、水戸岡鋭治のデザインにより駅舎を茶色に塗装する等の改修が行われた。

### のりば
| のりば | 路線      | 方向 | 行先                   |
| ------ | --------- | ---- | ---------------------- |
| 1･2･3  | ■久大本線 | 上り | 日田・久留米・博多方面 |
| 1･2･3  | ■久大本線 | 下り | 由布院・大分方面       |

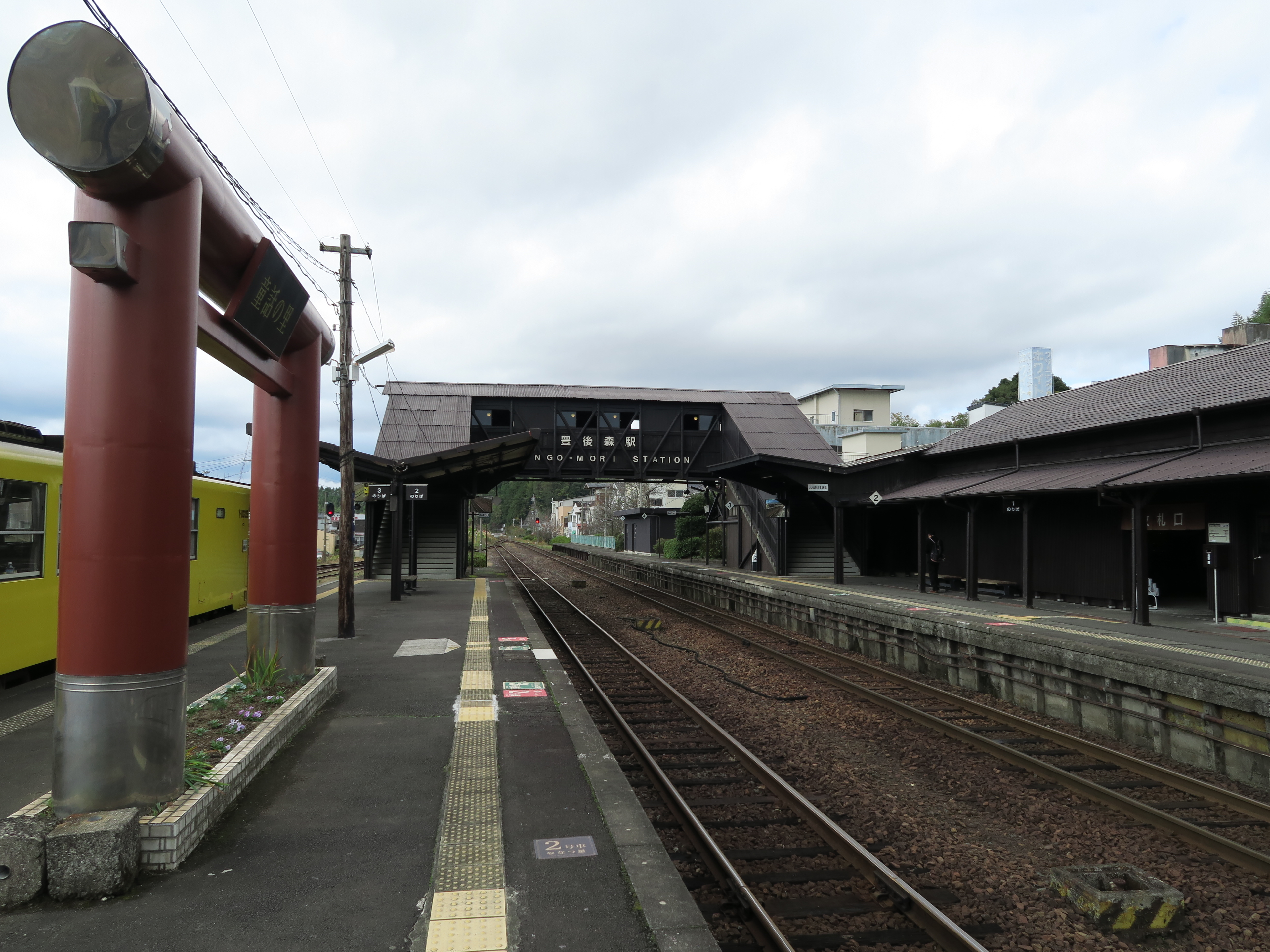
構内（リニューアル後）
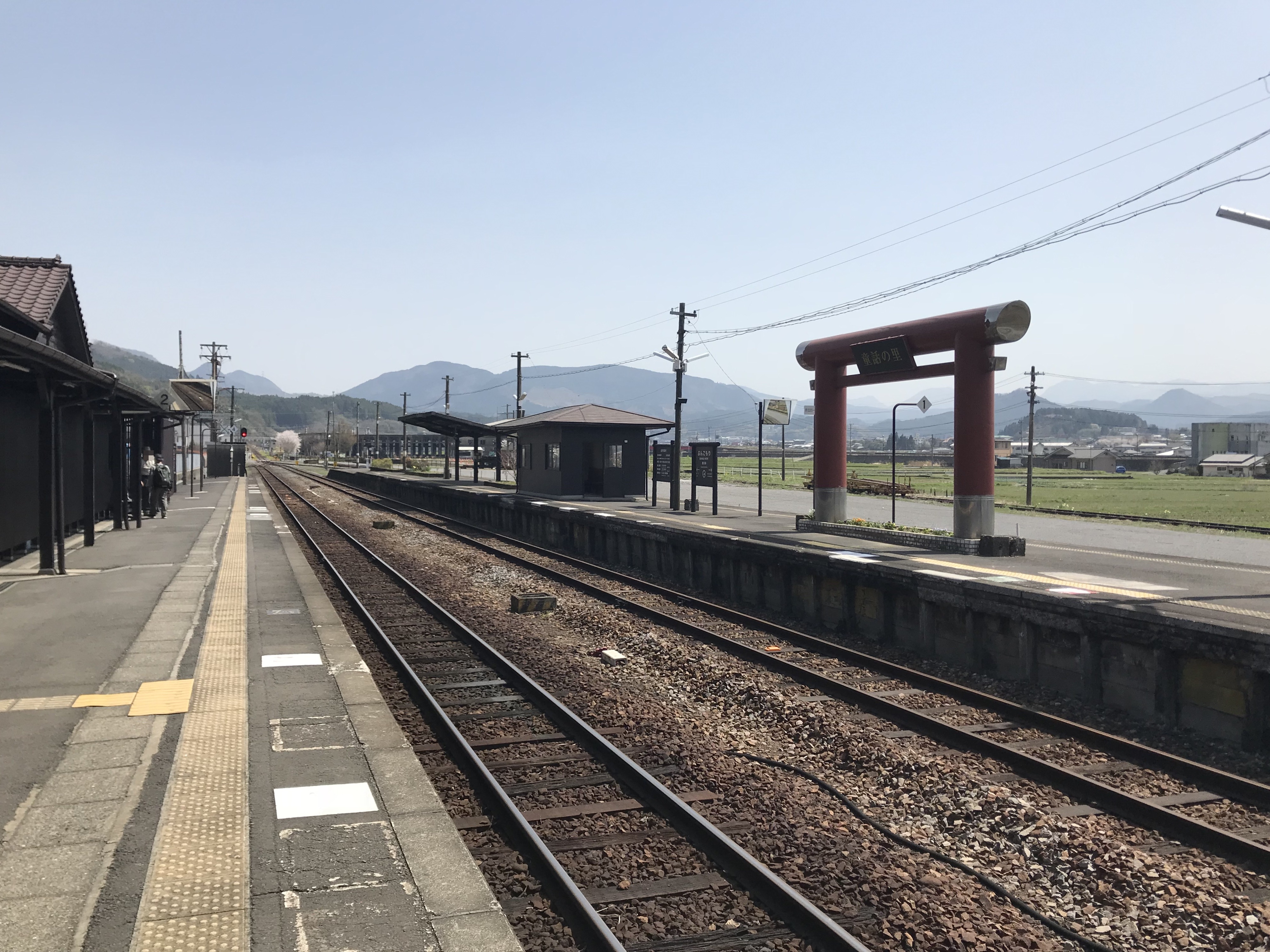
構内（奥に豊後森機関庫が見える）
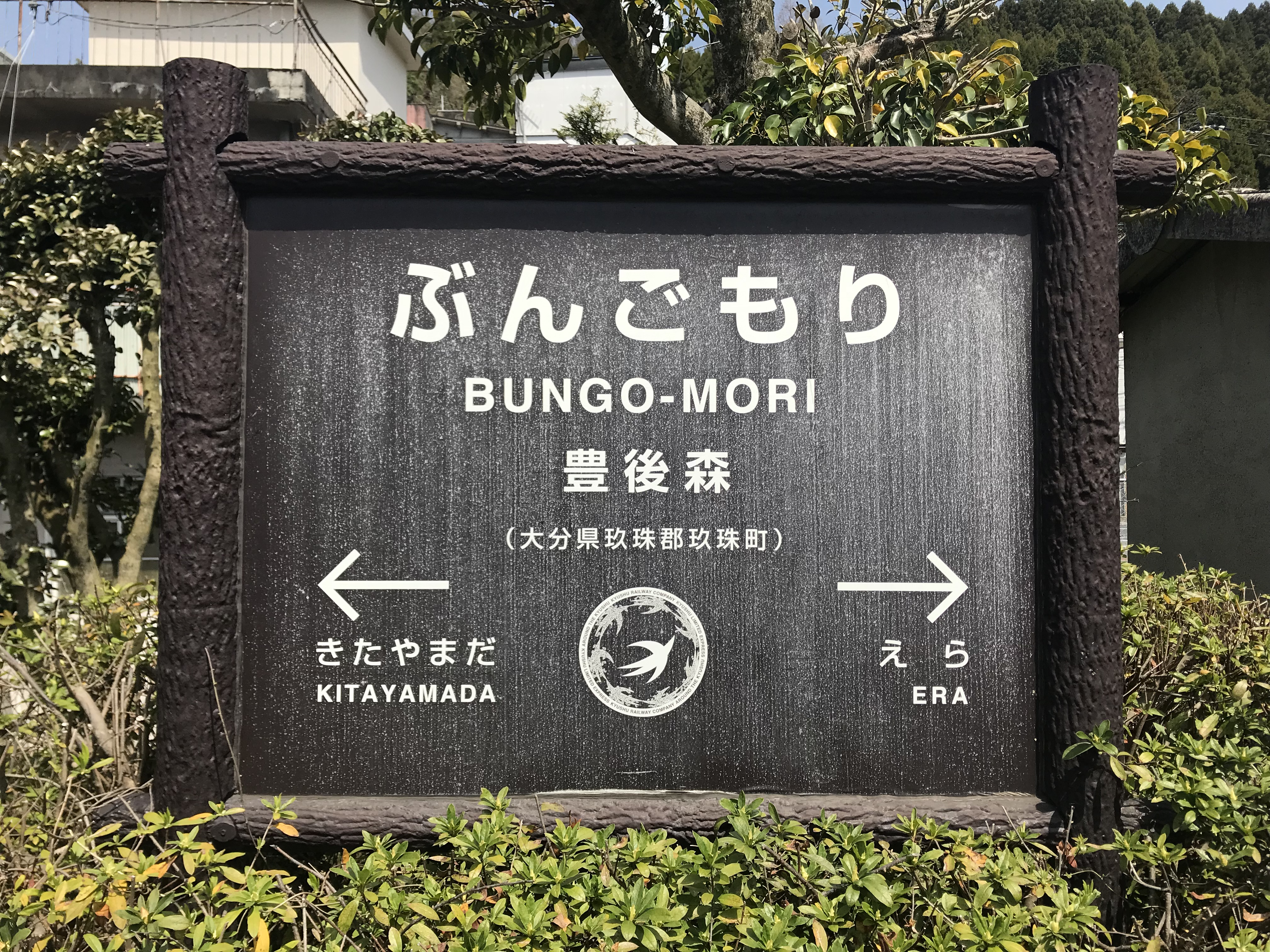
駅名標（2018年3月）
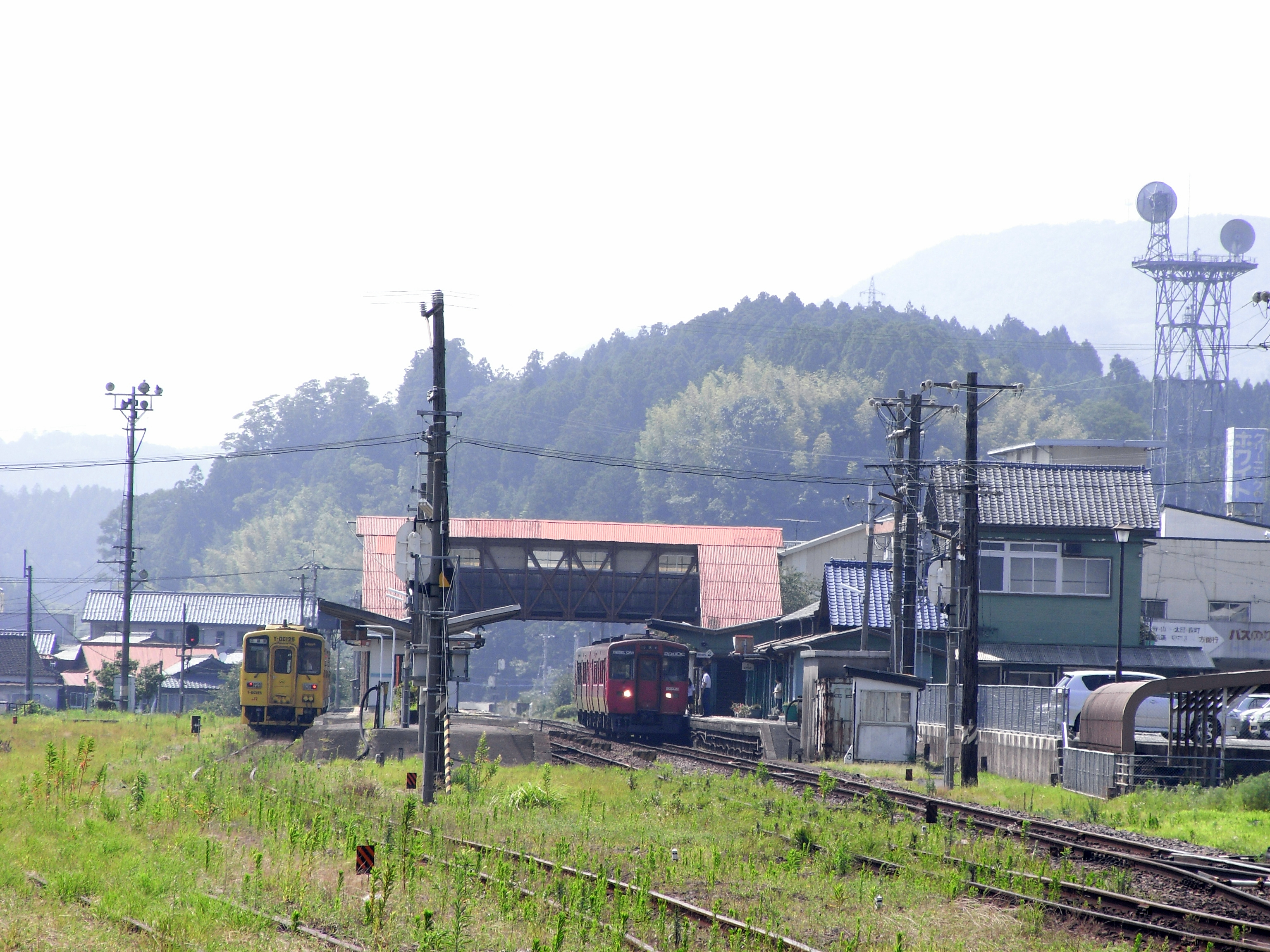
駅東側から構内を望む（リニューアル前）

## 利用状況
1965年（昭和40年）度には乗車人員が985,113人（定期外:347,639人、定期:637,474人）、降車人員が989,147人で、手荷物（発送:2,448個、到着:2,281個）や小荷物（発送:6,253個、到着:31,631個）も取り扱っていた。
2015年（平成27年）度の乗車人員は124,591人（定期外:33,800人、定期:90,791人）、降車人員は125,001人である。
※1日平均乗車人員の数値は各年度版「大分県統計年鑑」による年間乗車人員の値を各年度の日数で割った値。
| 年度               | 年間 乗車人員 | 定期外 乗車人員 | 定期 乗車人員 | 一日平均 乗車人員* | 年間 降車人員 | 出典              |
| ------------------ | ------------- | --------------- | ------------- | ------------------ | ------------- | ----------------- |
| 1965年（昭和40年） | 985,113       | 347,639         | 637,474       | -                  | 989,147       | [ 18 ]            |
| -                  | -             | -               | -             | -                  | -             | -                 |
| 1990年（平成2年）  | 314,569       | 112,179         | 202,390       | -                  | 303,915       | [ 20 ]            |
| 1991年（平成3年）  | 315,258       | 117,855         | 197,403       | -                  | 311,844       | [ 21 ]            |
| 1992年（平成4年）  | 298,906       | 108,071         | 190,835       | -                  | 296,464       | [ 22 ]            |
| 1993年（平成5年）  | 284,630       | 98,544          | 186,086       | -                  | 282,465       | [ 23 ]            |
| 1994年（平成6年）  | 283,314       | 98,728          | 184,586       | -                  | 280,231       | [ 24 ]            |
| 1995年（平成7年）  | 273,659       | 92,868          | 180,791       | -                  | 272,547       | [ 25 ]            |
| 1996年（平成8年）  | 245,591       | 83,956          | 161,635       | -                  | 243,370       | [ 26 ]            |
| 1997年（平成9年）  | 207,483       | 75,807          | 131,676       | -                  | 208,858       | [ 27 ]            |
| 1998年（平成10年） | 199,536       | 72,274          | 127,262       | -                  | 201,116       | [ 28 ]            |
| 1999年（平成11年） | 188,424       | 66,455          | 121,969       | -                  | 190,601       | [ 29 ]            |
| 2000年（平成12年） | 179,633       | 6,715           | 172,918       | 492                | 183,422       | [ 30 ]            |
| 2001年（平成13年） | 175,713       | 59,507          | 116,206       | 481                | 179,936       | [ 31 ]            |
| 2002年（平成14年） | 184,518       | 57,108          | 127,410       | 506                | 188,053       | [ 32 ]            |
| 2003年（平成15年） | 189,255       | 56,136          | 133,119       | 519                | 191,851       | [ 33 ]            |
| 2004年（平成16年） | 180,471       | 50,911          | 129,560       | 494                | 182,989       | [ 34 ]            |
| 2005年（平成17年） | 164,083       | 46,315          | 117,768       | 450                | 166,284       | [ 35 ]            |
| 2006年（平成18年） | 157,877       | 43,613          | 114,264       | 433                | 160,273       | [ 36 ]            |
| 2007年（平成19年） | 159,581       | 42,045          | 117,536       | 436                | 162,002       | [ 37 ]            |
| 2008年（平成20年） | 165,560       | 39,875          | 125,685       | 454                | 167,068       | [ 38 ]            |
| 2009年（平成21年） | 155,020       | 36,138          | 118,882       | 425                | 155,551       | [ 39 ] [ 注釈 1 ] |
| 2010年（平成22年） | 148,079       | 39,722          | 108,357       | 406                | 146,673       | [ 41 ] [ 注釈 1 ] |
| 2011年（平成23年） | 137,195       | 36,887          | 100,308       | 375                | 136,433       | [ 42 ] [ 注釈 1 ] |
| 2012年（平成24年） | 129,520       | 33,422          | 96,098        | 355                | 129,317       | [ 43 ] [ 注釈 1 ] |
| 2013年（平成25年） | 133,418       | 37,580          | 95,838        | 366                | 129,930       | [ 44 ] [ 注釈 1 ] |
| 2014年（平成26年） | 118,564       | 33,199          | 85,365        | 325                | 117,729       | [ 45 ] [ 注釈 1 ] |
| 2015年（平成27年） | 124,591       | 33,800          | 90,791        | 340                | 125,001       | [ 19 ] [ 注釈 1 ] |
| 2016年（平成28年） | -             | -               | -             | 338                | -             | [ 46 ]            |
| 2017年（平成29年） | 非公表        | 非公表          | 非公表        | 非公表             | 非公表        |                   |

- 一日平均乗車人員は年間乗車人員の値を各年度の日数で割った値。

## 駅周辺
豊後森駅周辺は玖珠町の中心部にあたる。駅北側には久大本線と並行して大分県道678号書曲野田線が通り、同県道や駅北側西側の大分県道43号玖珠山国線に沿って商店街が形成されている。また駅から約700メートル、玖珠川を挟んで対岸にあたる塚脇地区には国道210号が通り、こちらにも商店街や郊外型の量販店、大分県警察本部玖珠警察署、大分合同新聞社玖珠支局などがある。
- 森駅通り商店街
- 豊後森機関庫[3]
- 大分県立玖珠美山高等学校（旧大分県立玖珠農業高等学校・大分県立森高等学校）
- 玖珠郵便局
- 玖珠町役場
- 珠寿会 高田病院
- 玖珠町中央公民館
- 大分県警察本部玖珠警察署
- 西日本新聞社玖珠エリアセンター
- 道の駅童話の里くす
- 陸上自衛隊玖珠駐屯地
- 国道210号
- 国道387号
- 春日商店街（大分県道43号玖珠山国線）
- 玖珠川

## バス路線
2014年（平成26年）10月現在、日田バスと大分交通グループ（玖珠観光バス）の一般路線と、コミュニティバス「玖珠町まちなか循環バス」の計16路線が発着する。
日田バス・玖珠観光バス・玖珠町まちなか循環バスは駅前広場のバス乗り場に発着する。駅前の道路上のバス停には、玖珠町がコミュニティバスとは別に運行する「ふれあい福祉バス」と、隣の九重町が町内と玖珠町中心部を結んで運行するコミュニティバスが発着する。停留所名は玖珠観光バスのみ「豊後森」で他は「森駅前」である。旧国鉄宮原線代替路線の宝泉寺温泉方面をはじめ、高塚愛宕地蔵尊へ向かう路線や、豊後中村駅経由で飯田高原・九重山方面へ向かう路線などがある。
かつては玖珠観光バスのバス乗り場のみが駅前広場にあり、日田バスと玖珠町まちなか循環バスは駅前道路上にバス停を設けていたが、2014年（平成26年）10月1日より、日田バスと玖珠町まちなか循環バスの乗り場は玖珠観光バスのバス乗り場に発着するようになった。この際に、九重町コミュニティバスや玖珠町ふれあい福祉バスも同じバス停に統一しようとしたが、これらは白ナンバー車を使用する自家用有償旅客運送であり、バス停近くで白ナンバー車の乗降を禁じた道路交通法の規定のため、断念している。

### 発着路線
- 玖珠観光バス
  - 塚脇・宝泉寺・二瀬・串野温泉・菅原
  - 綾垣・梶原・山下・深耶馬渓・守実温泉・柿坂・中津駅
- 日田バス
  - 森町
  - 塚脇・戸畑・北山田・高塚・日田バスセンター
- 玖珠町まちなか巡回バス「リラッくすバス」（玖珠観光バスが運行）
  - 西回り・東回り
- 玖珠町ふれあい福祉バス
  - 日出生線・日出生線通学便・山浦線通学便（その他の路線は駅の約300m東側の福祉センターより発着）
- 九重町コミュニティバス
  - 龍門線：塚脇・恵良駅・竜門の滝・野倉
  - 豊後中村線：塚脇・恵良駅・九重町役場・豊後中村駅
  - 九重インターチェンジ・豊後中村駅・九重"夢"大吊橋・湯坪温泉・筋湯温泉・九重（長者原）登山口・牧の戸温泉

## 豊後森機関区

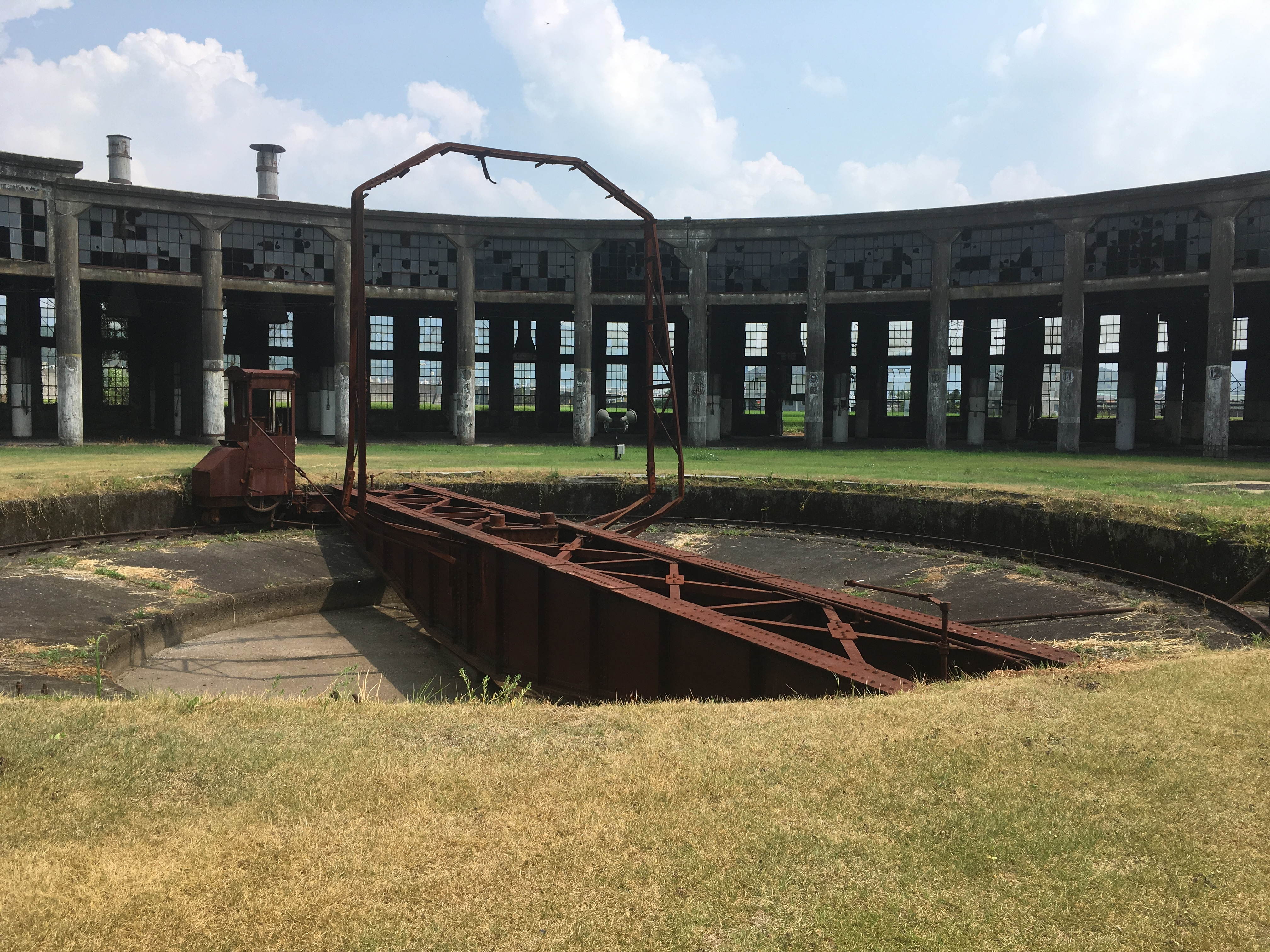
豊後森機関庫（2016年8月）

かつて当駅には豊後森機関区が併設されていた。1934年（昭和9年）の久大線の全線開通時に開設され、ディーゼル化に伴い1970年（昭和45年）に廃止された。梅小路蒸気機関車館と同規模とされる。
豊後森機関区に設置された扇形機関庫は機関区廃止後もそのまま残された。2006年（平成18年）3月には、町が機関庫をJR九州から買い取った。
扇形機関庫と転車台は、2009年（平成21年）2月6日に近代化産業遺産に認定され、2012年（平成24年）に国の登録有形文化財に登録された。
2015年6月に、福岡県志免町に保存されていた9600形蒸気機関車（29612号機）が移設され、同年11月には「豊後森機関庫ミュージアム -BUNGOMORI ROUNDHOUSE MUSEUM-」が開設されている。
恵良駅方面に向かう車窓からは、進行方向右側に見える。

## 隣の駅
九州旅客鉄道（JR九州）
■久大本線
- 特急「ゆふ」「ゆふいんの森」停車駅

北山田駅 - 豊後森駅 - 恵良駅